# Večernjakova ruža 2018.
Večernjakova ruža 2018. je 25. dodjela medijske nagrada Večernjakova ruža u Hrvatskoj.
Nagradu Večernjakova ruža dodjeljuju hrvatske dnevne novine Večernji list i prilog Ekran.
Dodjela nagrada održala se u HNK Zagreb uz izravni televizijski prijenos na 1. programu HTV-a 22. ožujka 2019. godine.

## Žiri
- Miroslav Lilić, voditelj
- Ksenija Urličić, spikerica, voditeljica, scenaristica i urednica
- Ivica Propadalo, glazbenik
- Nikša Bratoš, producent
- Vojo Šiljak, radijski novinar
- Dalibor Matanić, redatelj
- Bojana Radović, predstavnik Večernjeg lista
- Goran Gerovac, predstavnik Večernjeg lista
- Anamarija Kronast, predstavnik Večernjeg lista
- Maja Car, predstavnik Večernjeg lista
- Ivana Carević, predstavnik Večernjeg lista
- Mirjanom Žižić, pomoćna glavna urednica Večernjeg lista i voditeljica projekta Večernjakova ruža

## Glasovanje
Glasovanje je bilo moguće od 28. siječnja 2019. godine do 15. ožujka 2019. godine do 10 sati.
Glasovati se obavljalo putem SMS poruka, telefonskim pozivima ili kuponima koji se do 15. ožujka objavljivati u Večernjem listu i prilogu Ekran. Internetsko glasovanje je isključivo informativnog karaktera.

## Nominirani i dobitnici nagrade

### TV osoba godine
| Nominirani                  | Televizijski kanal |
| --------------------------- | ------------------ |
| Ivana Brkić Tomljenović     | Nova TV            |
| Duško Ćurlić i Ivan Vukušić | HRT                |
| Damira Gregoret             | RTL                |
| Tihomir Ladišić             | N1                 |
| Marko Šapit                 | HRT                |

### Radijska osoba godine
| Nominirani              | Radio stanica      |
| ----------------------- | ------------------ |
| Vedran Car              | Otvoreni radio     |
| Robert Ferlin           | HRT - Radio Rijeka |
| Jadran Marinković       | HRT - Radio Split  |
| Frano Ridjan            | HRT - HR 2         |
| Siniša Švec i Milan Peh | Yammat FM          |

### Glumačko ostvarenje godine
| Nominirani            | Film/TV serija  |
| --------------------- | --------------- |
| Dragan Despot         | Novine          |
| Nina Erak             | Na granici      |
| Nives Ivanković       | Novine          |
| Borko Perić           | Osmi povjerenik |
| Janko Popović-Volarić | Comic Sans      |

### Glazbenik godine
| Nominirani  |
| ----------- |
| Nina Badrić |
| Detour      |
| Mile Kekin  |
| Massimo     |
| Vojko V     |

### TV emisija godine
| Nominirani    | TV emisija |
| ------------- | ---------- |
| A strana      | HRT        |
| Provjereno    | Nova TV    |
| RTL Direkt    | RTL        |
| Zabivaka      | HRT        |
| Život na vagi | RTL        |

### Radijska emisija godine
| Nominirani                      | Radio stanica      |
| ------------------------------- | ------------------ |
| Glabeni kurikulum Borisa Jokića | Yammat FM          |
| Hrvatski naš svagdašnji         | HRT - Radio Sljeme |
| Jutro bez cenzure               | Radio 101          |
| Music Pub                       | HRT - HR 2         |
| Poligraf                        | HRT - HR 1         |

### Novo lice godine
| Nominirani       | Razlog                                 |
| ---------------- | -------------------------------------- |
| Marko Braić      | Na granici (Nova TV)                   |
| Nadia Cvitković  | Osmi povjerenik i Na granici (Nova TV) |
| Domenica         | Tonika                                 |
| Andrej Rašljanin | HRT                                    |
| Roko Sikavica    | Pogrešan čovjek (RTL)                  |

### Posebne nagrade povodom 25 godina Večernjakove ruže
| Dobitnici     | Nagrada                  |
| ------------- | ------------------------ |
| Josipa Lisac  | Zlatna ruža              |
| Oliver Mlakar | Nagrada za životno djelo |

## Unutarnje poveznice
- Večernjakova ruža
- Večernjakova ruža 2019.
- Večernjakova ruža 2020.
- Večernjakova ruža 2021.

## Vanjske poveznice
- Službene web stranice Večernjeg lista
- Službene web stranice Večernjeg lista - kategorija Večernjakova ruža 2018.